# Municipio de Taylor (condado de Greene, Indiana)
El municipio de Taylor (en inglés: Taylor Township) es un municipio ubicado en el condado de Greene en el estado estadounidense de Indiana. En el año 2010 tenía una población de 1200 habitantes y una densidad poblacional de 10,94 personas por km².

## Geografía
El municipio de Taylor se encuentra ubicado en las coordenadas 38°56′49″N 86°53′58″O / 38.94694, -86.89944. Según la Oficina del Censo de los Estados Unidos, el municipio tiene una superficie total de 109.7 km², de la cual 109,48 km² corresponden a tierra firme y (0,2 %) 0,22 km² es agua.

## Demografía
Según el censo de 2010, había 1200 personas residiendo en el municipio de Taylor. La densidad de población era de 10,94 hab./km². De los 1200 habitantes, el municipio de Taylor estaba compuesto por el 98,42 % blancos, el 0,25 % eran afroamericanos, el 0,08 % eran amerindios, el 0,5 % eran asiáticos, el 0,08 % eran de otras razas y el 0,67 % eran de una mezcla de razas. Del total de la población el 0,92 % eran hispanos o latinos de cualquier raza.